# Harnischia lacustris
Harnischia lacustris är en tvåvingeart som först beskrevs av Alexander Henry Haliday 1840.  Harnischia lacustris ingår i släktet Harnischia och familjen fjädermyggor. Inga underarter finns listade i Catalogue of Life.